# Центральный Шатору
Центра́льный Шатору́ (фр. Châteauroux-Centre) — кантон во Франции, находится в регионе Центр, департамент Эндр. Входит в состав округа Шатору.
Код INSEE кантона — 3607. В кантон Центральный Шатору входит 1 коммуна — Шатору.

## Население
Население кантона на 2007 год составляло 17 647 человек.
| 1962 | 1968 | 1975 | 1982 | 1990 | 1999 | 2006   | 2007   |
| ---- | ---- | ---- | ---- | ---- | ---- | ------ | ------ |
| ?    | ?    | ?    | ?    | ?    | ?    | 17 973 | 17 647 |